# 17493 Wildcat
17493 Wildcat este un asteroid care intersectează orbita planetei Marte.

## Descriere
17493 Wildcat este un asteroid care intersectează orbita planetei Marte. Asteroidul prezintă o orbită caracterizată de o semiaxă mare de 2,74 ua, o excentricitate de 0,44 și o înclinație de 44,4° în raport cu ecliptica.